# Neorina crishna
Neorina crishna is een vlinder uit de onderfamilie Satyrinae van de familie Nymphalidae. De wetenschappelijke naam van de soort is voor het eerst geldig gepubliceerd in 1851 door John Obadiah Westwood.

## Kenmerken
Deze donkerbruine vlinder heeft een spanwijdte van meer dan 9 cm. De voorvleugels vertonen een dwars doorlopende lichtgele tot oranje band. Op de punt van de voorvleugels bevindt zich een grote, donkere oogvlek. De achterrand van de achtervleugel vertoont twee kleinere oogvlekken en staartjes.

## Verspreiding en leefgebied
Deze vlindersoort is endemisch op het Indonesische eiland Java.